# Clement von der Wisch

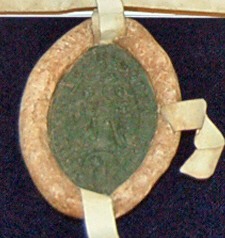
Siegel des Clement von der Wisch (1539)

Clement von der Wisch (* um 1480; † 1545 in Uetersen) war Herr auf Hanerau und Klosterprobst zu Uetersen.

## Leben
Clement von der Wisch stammte aus der adligen Familie von der Wisch, die im 15. Jahrhundert reich begütert war. Er war der Sohn von Otto von der Wisch, Herr auf Gut Rundhof und einer geborenen von Ratlow. Clement war ein holsteinischer Edelmann, ab 1525 Herr auf Hanerau und ab 1532 Klosterpropst in Uetersen. Er kaufte dem Kloster im Jahr 1542 die Orte Möntrecht und Widfleht, fünf Leute, den Hof Raboise in Raa, dem ehemaligen Sitz der Ritter von Raboisen, und mehrere Äcker in Kirchspiel Horst. Er gehörte zu dem bedeutendsten Pröpsten des Klosters, unter ihm fand die Durchführung der Reformation in Uetersen statt. Das Amt als Propst führte er bis zu seinem Tode aus, er starb 1545 in Uetersen. Sein Nachfolger wurde Otto Rantzau.